# Шаповилль, Жан
Жан Шаповилль (фр. Jean Chapeaville или Chapeauville; 5 января 1551, Льеж — 11 мая 1617, Льеж) — бельгийский богослов, историк и инквизитор.

## Биография и деятельность
Обучался в Кёльнском и Лёвенском университетах. Был преподавателем богословия в люттихской семинарии (ныне Льеж), затем инквизитором; беспощадно преследовал еретиков и всех, обвинявшихся в магии и колдовстве.
Он собрал и опубликовал документы, касающиеся Льежского княжества с древнейших пор. Последний том этого сочинения, относящийся к XVI веку и написанный уже по личным впечатлениям, проникнут фанатизмом и пристрастием. Первые два тома имеют громадное значение, так как оригиналы изданных документов погибли.

## Издания
Важнейшие сочинения Шаповилля (лат.):
- «Tractatus de necessitate et modo administrandi sacramenta tempore pestis» (Льеж, 1586; скан издания 1612);
- «Traité des vices et des vertus desquels est faicte mention ès évangiles» (Льеж, 1594);
- «De casibus reservatis» (Льеж, 1596; скан);
- «Catechismi romani elucidatio scholastica» (Льеж, 1600; скан).

Другие, не указанные ЭСБЕ:
- «Qui Gesta pontificum Tungrensium, Traiectensium, et Leodiensium scripserunt, auctores praecipui, ad seriem rerum temporum collocati» (1612; том 1);
- «Thesaurus casuum reservatorum»(1635, скан)